# Can't Stop the Feeling!
«Can't Stop the Feeling!» — пісня американського співака Джастіна Тімберлейка із саундтреку до анімаційного фільму «Тролі». Сингл вийшов 6 травня 2016 року і відразу очолив американський чарт «Billboard Hot 100», ставши п'ятим для Тімберлейка лідером хіт-параду США. 14 травня 2016 року відбулась світова прем'єра пісні у фіналі конкурсу Євробачення 2016 в Стокгольмі.

## Музичний відеокліп
Прем'єра офіційного музичного відеокліпу «Can't Stop the Feeling!» відбулась 16 травня 2016 року. Постановником виступив американський режисер Марк Романек. Перше відео, назване «First Listen» і зняте за участю акторів і членів команди студії DreamWorks Animation, які працювали над анімаційним фільмом «Тролі», було зроблено за участю акторки Анни Кендрік, британського актора і сценариста Джеймса Кордена, шведського поп-дуету «Icona Pop», співачки Гвен Стефані, стендап-актора Рона Фунчеса та британсько-індуського актора Кунал Найара.

## Нагороди та номінації
| Список нагород та номінацій | Список нагород та номінацій | Список нагород та номінацій | Список нагород та номінацій                                            | Список нагород та номінацій | Список нагород та номінацій |
| Кінопремія                  | Дата церемонії              | Категорія                   | Номінант(и)                                                            | Результат                   | Дж                          |
| --------------------------- | --------------------------- | --------------------------- | ---------------------------------------------------------------------- | --------------------------- | --------------------------- |
| Кінопремія Голлівуду        | 6 листопада 2016            | Найкраща пісня              | Джастін Тімберлейк — «Can't Stop the Feeling!»                         | Перемога                    | [ 5 ]                       |
| Премія «Золотий глобус»     | 8 січня 2017                | Найкраща пісня              | «Can't Stop the Feeling!» — Джастін Тімберлейк, Макс Мартін, Shellback | Номінація                   | [ 6 ] [ 7 ]                 |